# Ipanema Atlético Clube
Ipanema Atlético Clube ou Ipanema  é uma agremiação esportiva brasileira de Santana do Ipanema, no estado de Alagoas, fundada em 5 de maio de 1923.

## História
O time da cidade de Santana do Ipanema foi fundado no dia 5 de maio de 1933. Durante muito tempo o Canarinho do Sertão jogou campeonatos amadores no sertão de Alagoas. O rio Ipanema, que banha a cidade apesar de não ser perene, é um dos últimos afluentes do Rio São Francisco, até esse encontrar o mar em Piaçabuçu no litoral alagoano.
No final dos anos 1950 viveu o auge ao ser tricampeão do interior. Na época, o patrono do clube era Sebastião Pereira Bastos, um engenheiro do DNOCS, o Departamento Nacional de Obras Contra a Seca. Havia uma lenda de que alguns atletas eram atraídos para jogar no clube em troca de “empregos fantasmas”.
Em 1990, o clube jogou seu primeiro estadual profissional após vencer uma seletiva no ano anterior. Realizou a primeira partida em um Campeonato Alagoano no dia 4 de fevereiro ao perder por 3 a 2 para o CRB em casa. Romildo e Xexéu marcaram para o Ipanema. O canarinho terminou aquele campeonato na última posição.
Dois anos depois, a Federação Alagoana de Futebol “convidou” o Ipanema para jogar o campeonato, alegando que a competição precisava chegar ao sertão, apesar da presença do Internacional de Pão de Açúcar – cidade às margens do Rio São Francisco. Muita gente achou que era um lobby da federação para agradar o então Governador Geraldo Bulhões, natural de Santana do Ipanema, e conseguir maior apoio financeiro para um campeonato que duraria mais de nove meses.
O Ipanema contava no elenco com a experiência do zagueiro Timbó, a criatividade do meio-campista Mica e o faro de artilheiro do centroavante Valdo. O treinador era Natalívio Freitas, que comandou a boa campanha do Canarinho e chegando ao quadrangular final contra CRB, CSA e Capela.
O Galo da Pajuçara tinha larga vantagem no regulamento e sagrou-se campeão no dia 6 de dezembro. O Canarinho ficou com a segunda colocação após conseguir bom saldo de gols, especialmente após a goleada de 6 a 1 contra o Capela e da vitória do CRB por 5 a 2 no CSA.
O campeonato de 1993 começou um mês depois e o Canarinho manteve quase todo o elenco, fez nova campanha de destaque e chegou na terceira colocação. Natalívio Freitas foi considerado o melhor treinador dos Campeonatos Alagoanos de 1992 e 1993, foi contratado pelo CSA e solicitou a aquisição dos jogadores Mica e Valdo. O time Marujo, com a base intelectual do Ipanema, foi o campeão estadual naquele ano.
Em 1994, a seca e a estiagem chegariam novamente ao sertão e os recursos para bancar o clube diminuíram. O Ipanema foi rebaixado e só retornou para a elite em 2006 após conseguir uma vaga na segunda divisão no ano anterior a lado do CSA. O artilheiro daquele campeonato foi o atacante Fuscão com oito gols, até hoje o único jogador do Ipanema a ser o artilheiro de um campeonato oficial.
Nesse período, um jovem zagueiro que havia sido emprestado pelo Corinthians Alagoano se destacou como volante e acabou indo para o CRB. Era o jogador Luiz Gustavo, que futuramente se destacaria na Alemanha e jogaria a Copa do Mundo pela seleção brasileira.
Em 2011, o clube teve uma péssima campanha, ficando em último na classificação geral, com 7 pontos em 18 jogos, além de ter perdido mais 3 pontos por escalação irregular de jogadores. Com isso, foi rebaixado para a Segunda Divisão de 2012.
Em novembro de 2014, o Ipanema chegou à final da segunda divisão alagoana após vencer o Sete de Setembro. Iria enfrentar o União, que havia vencido o Sport Atalaia por 5 a 3 no agregado. Mas devido a infrações disciplinares apontadas pelo TJD de Alagoas, o STJD excluiu o União do campeonato e deu a vaga para o Sport.
Com a final definida, o Ipanema se sagrou bicampeão da Segunda Divisão Alagoana, após vencer o Sport Atalaia por 2x0, após empate por 0x0 na ida. No entanto, a Federação Alagoana de Futebol confirmou o título do clube apenas em dezembro de 2014, devido aos imbróglios jurídicos envolvendo a FAF, TJD e o União Palmeirense.
Com o título garantido e a vaga na final, conquistou o direito de disputar o Campeonato Alagoano de 2015, voltando à elite estadual após 3 anos. Para a disputa do estadual, o clube contratou o icônico Aloísio Chulapa, que havia jogado no ano anterior no Sport Atalaia. Terminou o campeonato em 7º na colocação geral, com 17 pontos em 16 jogos.
Na temporada de 2016, o time voltou a ser rebaixado para a Segunda Divisão, após somar apenas 4 pontos em 16 jogos.

## Títulos
| ESTADUAIS      | ESTADUAIS                             | ESTADUAIS | ESTADUAIS   |
|                | Competição                            | Títulos   | Temporadas  |
| -------------- | ------------------------------------- | --------- | ----------- |
|                | Campeonato Alagoano - Segunda Divisão | 2         | 1989 e 2014 |
| OUTROS TÍTULOS |                                       |           |             |
|                | Competição                            | Títulos   | Temporadas  |
|                | Campeonato do Interior de Alagoas     | 1         | 1957        |
|                | Torneio de Acesso                     | 1         | 1989        |

### Destaques
- Vice-Campeonato Alagoano: 1992;
- Terceiro Colocado Campeonato Alagoano: 1993;
- Vice-Campeonato Alagoano da Segunda Divisão: 2005;

## Desempenho em competições

### Campeonato Alagoano - 1ª divisão
| Ano  | Posição            |
| 1990 | 10º (Lanterna)     |
| 1992 | 2º (Vice-campeão)  |
| 1993 | 3º                 |
| 1994 | 8º                 |
| 2006 | 9º (Vice-lanterna) |
| 2007 | 8º                 |
| 2008 | 5º                 |
| 2009 | 7º                 |
| 2010 | 6º                 |
| 2011 | 10º (Rebaixado)    |
| 2015 | 7º                 |
| 2016 | 10º (Rebaixado)    |

### Campeonato Alagoano - 2ª divisão
| Ano  | Posição      |
| 1989 | Campeão      |
| 2005 | Vice-Campeão |
| 2012 | 4º           |
| 2013 | 6º           |
| 2014 | Campeão      |
| 2017 | 5º           |